# Sbiba
Sbiba (àrab: سبيبة, Sbība) és una ciutat de Tunísia a la governació de Kasserine de la que forma la part nord-est, a uns 67 km de la ciutat de Kasserine. Té una població d'uns 5.000 habitants. És capçalera d'una delegació amb 42.060 habitants al cens del 2004. A la rodalia es troba l'embassament de Sbiba.

## Economia
La seva economia és purament agrícola amb producció de fruites, sobretot de pomes, a les quals dedica un festival anual a l'estiu, i de llegums. La zona rep molt pocs turistes estrangers.

## Patrimoni
Es correspon amb l'antiga ciutat romana de Sufes. Al jaciment arqueològic, situat al nord-oest, només es conserven les restes del que probablement fou un temple, amb algunes columnes i un terra acceptablement conservat. La major part dels materials foren portats a Kairuan per la construcció de la gran mesquita.
A la proximitat hi ha una fortalesa bizantina, molt millor conservada, que fou de grans dimensions (41 x 41 metres), però de la qual actualment només en resta una part (10 x 10 metres); la fortalesa està flanquejada per quatre torres quadrades i té alguns fortins a la vora i està protegida amb un mur de defensa de 190 x 110 metres amb torres defensives.
Hi havia una antiga basílica que fou transformada en mesquita anomenada Djama Sidi Okba, ‘mesquita de Sidi Uqba’. Queden restes també d'un altra basílica, d'un nimfeu i d'un aqüeducte.

## Administració
És el centre de la delegació o mutamadiyya homònima, amb codi geogràfic 42 56 (ISO 3166-2:TN-12), dividida en set sectors o imades:
- Sbiba (42 56 51)
- El Ahouaz (42 56 52)
- Oued El Hatab (42 56 53)
- Brahim Ezzahhar (42 56 54)
- Aïn Zaiene (42 56 55)
- Etthamed (41 56 56)
- Aïn El Khemaïssia (42 56 57)

Al mateix temps, forma una municipalitat o baladiyya (codi geogràfic 42 13).